# Manuel Ferraz de Campos Sales
Manuel Ferraz de Campos Sales, född 15 februari 1841, död 28 juni 1913, var en brasiliansk politiker.
de Campos Sales blev 1885 republikansk medlem av representationen, uppträdde för slaveriets avskaffande, deltog 1889 i revolutionen och var Brasiliens president 1898–1902.